# Lingua luganda
Il luganda (detto anche ganda) è una lingua africana della famiglia niger-kordofaniana, parlata dal popolo baganda, la principale etnia dell'Uganda.
Ha una forma scritta standard, sviluppatasi a partire dalla seconda metà del XIX secolo e formalizzata nel 1947 dal governo del Buganda.
Al 2022, è parlata da 11 milioni di parlanti totali.

## Lessico
Due esempi di parole sono Omusajja (uomo) e Omukazi (donna).